# Canadair CL-44
Dimensions
Le Canadair CL-44 est un avion de ligne quadrimoteurs à turbopropulsion construit par la société canadienne Canadair dans les années 1950 et 1960.
Il se décline en version transport de passagers ou de fret.

## Origine et conception
En 1954, le constructeur Canadair achète auprès de Bristol Aeroplane Company une licence qui lui permet d'exploiter et modifier les plans du Bristol Britannia, avion de ligne long-courrier à turbopropulseurs qui, à cette date, vole déjà mais n'est pas encore en service. Canadair s'appuie sur les plans du Britannia pour produire le Canadair CL-28, un avion de patrouille maritime, qui est cependant très différent du modèle d'origine : s'il en reprend la conception de la voilure, l'empennage, le train d'atterrissage, et de nombreux équipements, il a un fuselage totalement différent, non pressurisé, et doté de soutes à bombes. En outre, il possède des moteurs en étoile, plus économes à basse altitude que les turbopropulseurs.

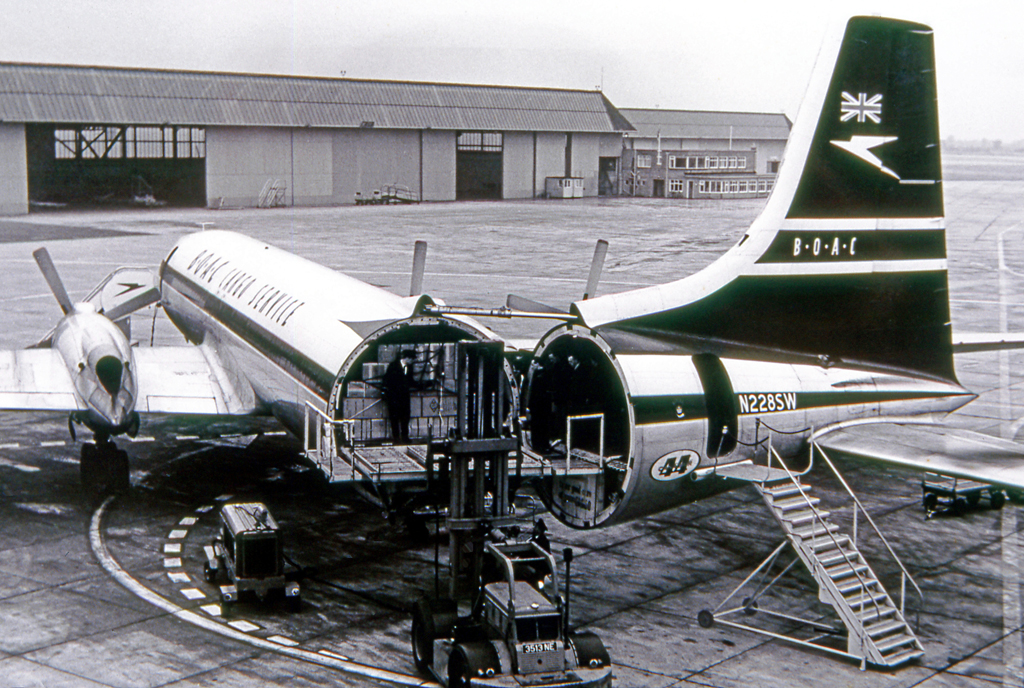
Chargement par la queue.

Le CL-44 est le deuxième avion produit en exploitant cette licence.  Il est conçu en réponse à une demande de l'Aviation royale canadienne, qui souhaite un nouvel avion de transport pour remplacer ses Canadair North Star (un appareil lui aussi issu d'une licence, puisqu'il est basé sur les plans du Douglas DC-4 mais avec des moteurs Merlin). L'avion doit principalement servir au transport de troupes et de matériel pour les unités canadiennes déployées en Europe. Le CL-44 ressemble beaucoup plus au Britannia que le CL-28, mais il est amélioré sur plusieurs points. Le fuselage, allongé, a été modifié au niveau structurel pour permettre le chargement par la queue : tout l'arrière de l'appareil bascule sur le côté. Les turbopropulseurs Bristol Proteus sont remplacés par des Rolls-Royce Tyne, plus légers, plus puissants, et d'une maintenance moins problématique,.,

## Carrière opérationnelle

### Dans les forces canadiennes
L'aviation royale a fait l'acquisition de 12 CL-44, auxquels elle attribue la désignation CC-106 Yukon. Ils sont principalement utilisés pour le transport de troupes et de matériel, mais deux exemplaires ont aussi une vocation de transport VIP.

### Clients cargo civil
Le CL-44 est un très bon avion-cargo : dans les années 1960, il affiche, parmi tous les modèles disponibles sur le marché dans cette catégorie de taille, les plus faibles coûts de transport. Cependant, seules trois compagnies cargo privées achètent des avions neufs : Seaboard World Airlines, Flying Tiger Line, et Slick Airways. Leurs appareils, rejoints ensuite par ceux retirés de l'armée canadienne, et par les anciens avions de transport de passagers, connaissent une longue carrière sur le marché de l'occasion, changeant d'opérateur de nombreuses fois.

### Version passagers
Loftleiðir (compagnie islandaise) est le seul utilisateur du CL-44 comme avion passager civil. La compagnie publique Trans-Canada Airlines, malgré les démarches entreprises par Canadair auprès du gouvernement, n'a pas fait l'achat du modèle. La compagnie rachète cinq CL-44 déjà construits mais sans client, tout en les faisant rallonger (rallonger un avion existant est une opération assez rare) et convertir. Elle les utilise sur ses lignes transatlantiques à faible prix, dont la clientèle lui vaut, à l'époque, le surnom Hippie Airlines,.

### Projet de vente à l'USAF
Après l'abandon du projet Avro Canada CF-105 Arrow, le Canada décide d'acheter des McDonnell F-101 Voodoo. Il est proposé un temps que l'US Air Force achète une cinquantaine de CL-44 comme transporteurs stratégiques, à titre de compensation économique. Ce projet se heurte à bien des obstacles politiques et n'est jamais mené à terme.

### Un échec industriel
Avec ses faibles ventes, le programme CL-44 représente un échec important pour l'industrie aéronautique canadienne. Aucun exemplaire n'a été conservé dans un musée, il semble que tous ceux n'ayant pas été détruits dans des accidents aient été ferraillés.
Un exemplaire a été modifié avec un fuselage de type « Guppy » : le Conroy Skymonster.

## Utilisateurs

### Militaires
- Aviation Royale Canadienne

### Civils
| Argentine - Transporte Aéreo Rioplatense (en) - Aerotransportes Entre Ríos Australie - HeavyLift Cargo Airlines (en) Canada - Beaver Enterprises Colombie - Aerocondor Colombia (en) - Aeronorte Colombia - Líneas Aéreas Suramericanas Chypre - Cyprus Airways Espagne - Cargosur Équateur - AECA Carga - ANDES Airlines | États-Unis - Aeron International Airlines - Air Express International - Airlift International - The Flying Tiger Line - Seaboard World Airlines (en) - Slick Airways - Tradewinds Airlines (en) - Wrangler Aviation Gabon - SOACO Indonésie - Bayu Indonesian Air Islande - Flugleiðir - Loftleiðir Irlande - Aer Turas Liban - Trans Mediterranean Airways Libye - United African Airlines Luxembourg - Cargolux | Maroc - Royal Air Maroc Pérou - Aeronaves del Peru Royaume-Uni - BOAC - British Cargo Airlines - British Air Ferries - Transmeridian Air Cargo (en) Salvador - Taca International Airlines Suisse - Transvalair Uruguay - Aero Uruguay - Atlantida Linea Aérea Sudamericana (ALAS) Zaïre - Societé Générale d'Alimentation (SGA) - Tramaco - Vic Air Cargo |

## Accidents et incidents
Le CL-44D4-6 (LV-JTN) de la Transporte Aéreo Rioplatense (en) participant à l'Irangate ayant pénétré l'espace aérien de l’Azerbaïdjan est intercepté par un Soukhoï Su-15 de la 34e armée aérienne de la Voyska PVO qui volontairement le percute. Les 4 membres d'équipage et passagers du CL-44 sont tués, le pilote soviétique s'est éjecté et a reçu l'Ordre du Drapeau rouge.
Un total de 21 CL-44 ont été détruits dans des accidents. Le plus récent accident a eu lieu en 2002 et concernait un avion utilisé par une compagnie congolaise.